# 第46親衛夜間爆撃航空連隊

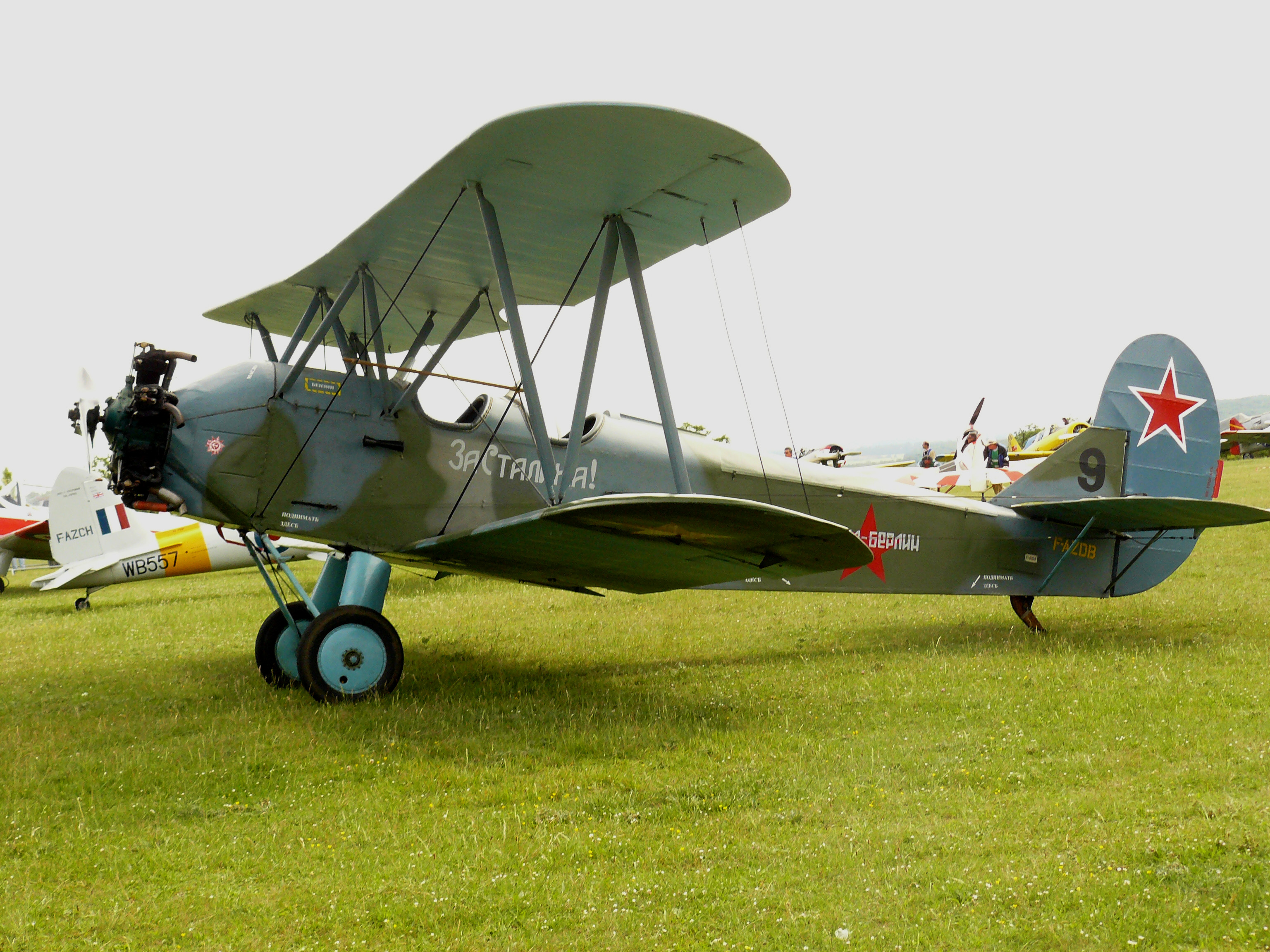
「夜の魔女」らが使用したものと同型のPo-2連絡機。

第46親衛夜間爆撃航空連隊（ロシア語: 46-й гвардейский ночной бомбардировочный авиационный полк）は、ソビエト連邦の赤色空軍が第二次世界大戦中に有した女性部隊の1つである。マリーナ・ラスコーヴァ少佐のアイデアにより設置され、エヴドキヤ・ベルシャンスカヤ少佐が指揮官を務めた。ドイツ側からは「夜の魔女」（ドイツ語: Nachthexen、ロシア語: Ночные ведьмы）の異名で恐れられた。

## 概要
大祖国戦争が始まった直後から、ラスコーヴァの元には民間の女性パイロットから前線勤務を志願する手紙が大量に寄せられていた。ラスコーヴァはこれを受けて特別な女子連隊の設置を提案し、当局も検討を行ったものの、他国での前例が無いことなどから反対の声が大きかった。それでも1941年秋にはヨシフ・スターリン書記長からの承認を受けて志願兵の募集が始まった。1942年5月27日、17歳から22歳までの女子115人をもって連隊が編成され、6月12日には最初の出撃が行われた。
上級部隊は第4航空軍であった。当初の部隊名は第588夜間爆撃連隊で、1943年2月に第46親衛夜間爆撃航空連隊と改称され、1943年には称号を加えた第46「タマン」親衛夜間爆撃航空連隊と改称されている。「タマン」の称号は、1943年のタマン半島における2つの勝利（コーカサスの戦い）に関連して与えられたものである。
連隊に与えられた任務はドイツ軍に対するハラスメント爆撃および精密爆撃である。また、パルチザンへの物資や郵便物の投下も第588連隊の任務であった。
最大時で40組の隊員を有した。彼女らは合計23,000回以上の飛行任務に従事し、3,000トン以上の爆弾を投下したとされる。赤色空軍において最も受勲者を輩出した女性部隊でもあり、23人の隊員がソ連邦英雄に選ばれている。1942年の結成から終戦までの間に各パイロットとも800回以上の出撃を達成し、また隊員のうち30人が戦死した。
連隊の主力機は1928年設計のPo-2連絡機であった。同機は主に練習機や連絡機、あるいは農薬散布などの用途に使用されており、航空史上最も生産された複葉機としても知られる。Po-2には6発の爆弾が積載できた為、一晩あたり複数の爆撃任務を行うことができた。Po-2は1942年の時点でも旧式機と見なされていたが、パイロットらはこれを逆手に取ってドイツ空軍に挑んだ。すなわち、Po-2の最高速度がドイツ側主力戦闘機メッサーシュミット Bf109およびフォッケウルフ Fw190の失速速度よりも低かった為、ドイツ空軍機がPo-2を撃墜する事は非常に難しかったのである。爆撃地点に近づいたPo-2はエンジンをアイドル状態にして、滑空しながら爆弾の投下を行った。この際に特徴的な風切り音が生じるが、ドイツ軍人達はこの風切り音をホウキになぞらえ、彼女らを「夜の魔女たち」と呼び始めたのだという。ドイツ側では「夜の魔女」を1機撃墜する度に鉄十字章が授与されたという。爆弾は機体の腹部に吊り下げられたほか、小型のものを機内に積み込み、手で投げ落とすこともあったという。これらの爆弾には当初「母国のために！」といったスローガンが書き込まれていたが、やがて代わりに戦死した隊員の名前が書かれるようになった。
大量に爆弾を積載する都合と主に低空飛行による任務遂行を想定していたことから、連隊所属のパイロットらは落下傘を装備していなかった。

## 隊員

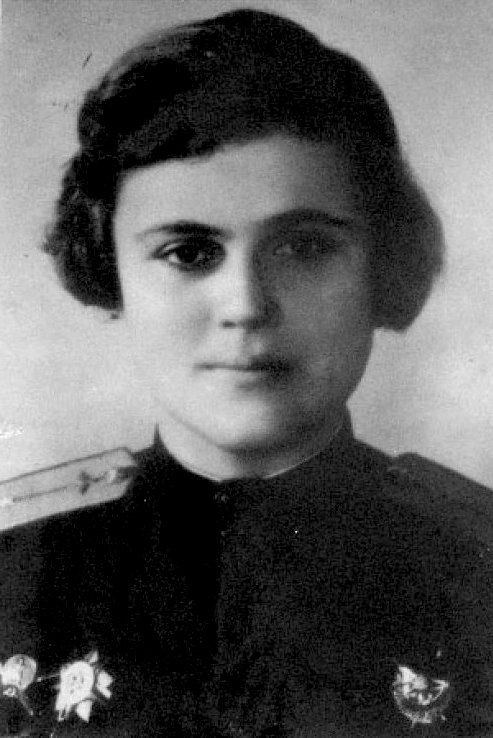
航法士エヴゲニヤ・ルドネワ上級中尉

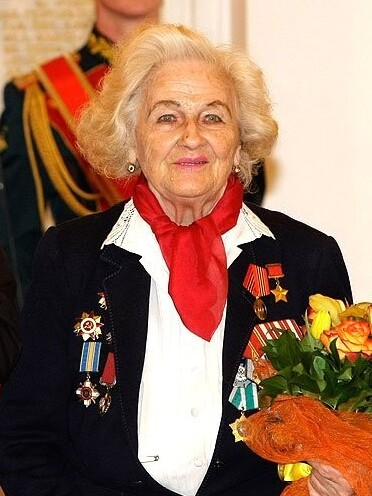
飛行士ナジェージダ・ポポワ大尉（2009年撮影）

隊員のうち、航法士の大半は女子大生だった。彼女らは前髪を耳の半分の長さまで残した少年風の髪型にすることを命じられており、三つ編みを残すにはラスコーヴァからの特別な許可が必要だった。
指揮官
- エヴドキヤ・ベルシャンスカヤ（ロシア語版） - 連隊長
- イリーナ・ラコボルスカヤ（ロシア語版、英語版） - 参謀長
- エヴゲニヤ・ジグレンコ（ロシア語版） - 編隊長、ソ連邦英雄
- タチヤナ・マカロワ（ロシア語版） - 編隊長、ソ連邦英雄
- ニーナ・ウリヤネンコ（ロシア語版） - 航法士、ソ連邦英雄

著名な隊員
- ヴェーラ・ベリク（英語版）
- ルフィーナ・ガシェワ（ロシア語版）
- ポリーナ・ゲルマン（英語版）
- ナターリヤ・メクリン（ウクライナ語版、英語版）
- ナジェージダ・ポポワ（ロシア語版、英語版）
- エヴゲニヤ・ルドネワ（英語版）
- イリーナ・セブロワ（英語版）

## その他の女性部隊
1941年10月8日、0099号命令の元で第588連隊を含む3個の女性航空隊が設置された。これらの部隊は技術者からパイロットまで、全ての人員が女性で構成されていた。
- 第586連隊 - 主にYak-1戦闘機を運用した。エカテリーナ・ブダノワやリディア・リトヴァクが所属。
- 第587連隊 - 主に双発急降下爆撃機を運用した。
- 第588連隊 - 主に夜間爆撃に従事した。

## 関連書籍
- "Day of Glory for USSR's Night Witches", by Robyn Dixon.  Los Angeles Times.  May 10, 2001, Part A: Foreign Desk, page A1.
- What They Didn't Teach You About World War II, by Mike Wright 1998 ISBN D39191-649S